# Miles IV de Noyers
Miles IV de Noyers ou Milon IV de Noyers, né entre 1120 et 1125 et mort entre 1181 et 1184, est seigneur de Noyers au milieu et à la fin du XIIe siècle. Il est le fils de Miles III de Noyers, seigneur de Noyers, et d'Agnès de Sens.
Il est présent au prêche de Bernard de Clairvaux à Vézelay puis participe à la deuxième croisade. Peu après son retour, il obtient du comte de Champagne l'avouerie du prieuré de Chablis.
Il meurt en 1181 ou peu après et est remplacé par son fils aîné.

## Biographie
Il est le fils aîné de Miles III de Noyers, seigneur de Noyers, et de son épouse Agnès de Sens. Il devient à son tour seigneur de Noyers à la mort de son père vers 1131 mais est trop jeune pour pouvoir exercer le pouvoir par lui même. Son frère puîné Guy de Noyers fait une carrière ecclésiastique et devient archevêque de Sens en 1176.
Le 31 mars 1146, jour de Pâques, il est présent à Vézelay lorsque Bernard de Clairvaux prêche la deuxième croisade en présence du roi Louis VII le Jeune et de la reine Aliénor d'Aquitaine et décide de se croiser. Avant son départ pour la terre sainte, les habitants de Chablis lui font don de la somme de 500 livres.
À son retour de croisade, il est probablement l'investigateur de tournois à Chablis, malgré l'interdiction qui en a été faite par l'église.
Il est le premier de sa famille à être avoué du prieuré de Chablis. Cette charge, qui appartenait auparavant à la maison de Montréal, lui a été attribuée en 1151 par le comte de Champagne qui lui laisse également la jouissance d'un château avec donjon lors de ses séjours à Chablis.
En 1157, il a un différend avec l'abbaye de Reigny qui a découvert un vase antique rempli d'anciennes monnaies et qu'il convoite pour lui même, sous prétexte qu'il possède droit de justice sur les terres de Fontemoy et de Saint-Pierre. Il utilise la force pour s'en emparer mais les moines en appellent au pape Adrien IV qui charge les évêques de Langres et d'Auxerre de sommer le sire de noyer de rendre le vase sous peine d'excommunication.
En 1159, il assiste à la fondation du prieuré de Froidmanteau, à Beugnon, par des religieuses du monastère de Jully envoyées par l'abbé de Molesme à la prière de Pétronille de Chacenay, comtesse de Bar-sur-Seine, en compagnie des comtes de Champagne, de Nevers, de Tonnerre ou encore le seigneur de Montréal.
Il apparait pour la dernière fois dans une charte datée de 1181 dans laquelle il confirme les dons faits par son père à l'abbaye de Pontigny.

## Mariage et enfants

Blason de la maison de Chappes (d'azur à la croix ancrée d'or).

Vers 1150, il épouse Odeline de Chappes, dame de Lagesse et de Vanlay, fille de Clarembaud III de Chappes, dit le Lépreux, seigneur de Chappes, et de son épouse Mathilde (ou Mahaut), dont le nom de famille est inconnu, avec qui il a sept enfants, :
- Miles V de Noyers, qui succède à son père mais meurt jeune après 1186 sans avoir contracté d'union ni avoir eu de postérité ;
- Clarembaud de Noyers, qui succède à son frère aîné ;
- Hugues de Noyers, qui devient évêque d'Auxerre de 1183 jusqu'à sa mort en 1206 ;
- Guy de Noyers, qui devient seigneur de Lagesse puis chevalier Templier[4] ;
- Gilette de Noyers, qui épouse Étienne de Mont-Saint-Jean, seigneur de Mont-Saint-Jean, fils d'Hugues de Mont-Saint-Jean et de son épouse Élisabeth de Vergy, mais n'a pas de postérité ;
- Agnès de Noyers, qui épouse Guillaume de Saint-Florentin, vicomte de Saint-Florentin, fils de Rahier de Saint-Florentin et de sa seconde épouse Ada, dont elle a plusieurs enfants ;
- Ode de Noyers, qui épouse Renaud II de Pougy, seigneur de Pougy, fils d'Eudes de Pougy et de son épouse Élisabeth de Joigny, dont elle a plusieurs enfants.